# 板垣鷹穂
板垣 鷹穂（いたがき たかお/たかほ、1894年（明治27年）10月15日 - 1966年（昭和41年）7月3日）は、美術評論家。西洋美術史の研究者として、その業績を著作に残す。また、明治以降から同11年代までの日本近代建築についての論評をはじめ、映画、写真など新たな美術領成をメディア論として論じた草分け的存在でもあった。
モダニズム研究で文芸、美術、建築、文学にまで射程は広い。終戦後に早稲田大学文学部教授となり、最晩年まで教鞭を取った。ほか明治大学教授、東京写真大学教授を歴任した。

## 略歴
東京神田生まれ。文芸評論家の平山直子（板垣直子）と結婚。
1915(大正4)年、第一高等学校第二部退学後、東京帝国大学文科大学哲学科の選科生として西洋美術史を学ぶ。1921(大正10)年、東京美術学校非常勤講師。西洋美術史を1930年まで担当。
1924(大正l3)年、文部省在外研究員として1年間ヨーロッパに滞在。1925(大正l4)年、東京女子大学、法政大学文学部非常勤講師。
1929年『新興芸術』を創刊。また帝国美術学校（現・武蔵野美術大学）創立に参加、学科担当教員になる(1945まで、戦後は1949-64)。1931(昭和6)年、民衆娯楽調査委員会委員（文部省嘱託1939まで）
1933年、明治大学専門部文科教授。
1939(昭和14)年、演劇、映画、音楽等改善委員会映画部会主任(1941まで）。
1940(昭和15)年、鉄道省嘱託(1943まで）。
1941(昭和16)年、国民映画制作審査委員会委員（情報局）。
1947(昭和22)年、東京都都市芙審議会委員。
1948(昭和23)年、金沢美術工芸専門学校教授。
1954(昭和29)年、東京大学文学部美学・美術史学科非常勤講師。
1957(昭和32)年、早稲田大学文学部非常勤講師(1959教授、1965退職）。
1965(昭和40)年、東京写真大学教授（没年まで）。

## 著書

### 単著
- 『西洋美術史概説』岩波書店、1922年4月。
- 『新カント派の歴史哲学』改造社〈文化哲学叢書 第2編〉、1922年7月。NDLJP:969850。
- 『西洋美術主潮』岩波書店、1924年2月。NDLJP:1871984。
- 『西洋美術史要』岩波書店、1924年4月。
- 『表現と背景 美術史論集』改造社、1924年6月。NDLJP:979145。
- 『イタリアの寺 批評と紀行・美術史論』大鐙閣、1926年11月。NDLJP:1020568。
  - 『イタリアの寺 批評と紀行・美術史論』用美社、1986年9月。
- 『民族的色彩を主とする近代美術史潮論』大鐙閣、1927年10月。
- 『フランスの近代画』岩波書店〈学芸叢書 4〉、1929年1月。
- 『国民文化繁栄期の欧洲画界』芸文書院、1929年5月。
- 『機械と芸術との交流』岩波書店、1929年12月。
- 『伊太利亜美術史』春秋社〈春秋文庫 第1部 第28〉、1930年1月。NDLJP:1126502。
- 『新しき芸術の獲得』天人社、1930年5月。
- 『優秀船の芸術社会学的分析』天人社、1930年5月。
- 『美術史の根本問題』天人社、1930年6月。
- 『建築の様式的構成』刀江書院、1931年10月。
- 『芸術的現代の諸相』六文館、1931年10月。
- 『芸術界の基調と時潮』六文館、1932年2月。
- 『芸術閑考』六文館、1932年9月。NDLJP:1209988。
- 『現代の建築』岩波書店〈岩波講座世界文学 第7 巻6〉、1933年4月。
- 『観想の玩具』大畑書店、1933年9月。NDLJP:1209929 NDLJP:1871362。
- 『現代日本の芸術』信正社、1937年4月。NDLJP:1228578。
  - 白政晶子編 編『現代日本の芸術』日本図書センター〈文化社会学基本文献集 第1期(戦前編) 第10巻〉、2011年6月。ISBN 9784284401579。
- 『ミケランジェロ』新潮社〈新伝記叢書 2〉、1940年11月。
- 『造形文化と現代』育生社弘道閣、1942年7月。NDLJP:1124956。
- 『建築』育生社弘道閣、1942年10月。
  - 『建築』武蔵野美術大学出版局、2008年10月。
- 『レオナルド・ダ・ヴィンチの創造的精神』新潮社〈新伝記叢書 14〉、1942年10月。
- 『古典精神と造形文化』今日の問題社、1942年12月。NDLJP:1058870。
- 『写実』今日の問題社、1943年3月。NDLJP:1124948。
- 『レオナルド・ダ・ヴィンチ』新潮社〈新伝記叢書 14〉、1943年4月。NDLJP:1068723。
  - 『レオナルド・ダ・ヴィンチ』（再販）新潮社〈新伝記叢書 14〉、1943年9月。NDLJP:1871605。
- 『民族と造営』六興商会出版部、1943年8月。
- 『芸術観想』青葉書房、1943年12月。NDLJP:1124946。
- 『建築国策と史的類型』六興出版部、1944年7月。
- 『肖像の世界』六和商事出版部、1947年10月。
- 『芸術概論』理想社、1948年11月。
- 『映画の世界像』理想社〈理想叢書〉、1949年11月。
- 『肉体と精神 芸術への思索』雲井書店、1951年7月。
- 『寺田寅彦』有信堂〈文化新書 908〉、1962年3月。
- 『西洋美術史』武蔵野美術大学、1965年4月。
- 牧野守編 編『新集 板垣鷹穂映画論集』ゆまに書房〈コレクション・モダン都市文化 05〉、2004年12月。ISBN 9784843309537。
- 白政晶子編 編『板垣鷹穂』ゆまに書房〈美術批評家著作選集 第12巻〉、2011年12月。ISBN 9784843338377。

### 監修
- 『現代芸術の展望』六文館〈現代芸術叢書 1〉、1932年6月。

### 翻訳
- シュミット『現代の美術』岩波書店〈美術叢書 第1編〉、1924年6月。

### 共編著
- 板垣鷹穂・堀口捨己共編 編『建築様式論叢』六文館、1932年6月。
- 岩崎重雄編集責任 編『写真は生きてゐる』六和商事出版部、1947年8月。